# Viachaslau Bokhan
Wjatschaslau Aljaksandrawitsch Bochan (Navapólatsk, 7 de abril de 1996) es un jugador de balonmano bielorruso que juega de pívot en el Saint Petersburg HC. Es internacional con la selección de balonmano de Bielorrusia.
Su primer gran campeonato con la selección fue el Campeonato Europeo de Balonmano Masculino de 2018.

## Palmarés

### SKA Minsk
- Liga Báltica de balonmano (2): 2014, 2015

### Motor Zaporiyia
- Liga de Ucrania de balonmano (1): 2021

### Dinamo Bucarest
- Liga Națională (2): 2023, 2024
- Copa de Rumania de balonmano (1): 2024

## Clubes
| Club                | País        | Año         |
| ------------------- | ----------- | ----------- |
| SKA Minsk           | Bielorrusia | 2014 - 2020 |
| Motor Zaporiyia     | Ucrania     | 2020 - 2022 |
| SKA Minsk (cedido)  | Bielorrusia | 2022        |
| Dinamo Bucarest     | Rumania     | 2022 - 2024 |
| Saint Petersburg HC | Rusia       | 2024 - Act. |